# إيروس بايسانو
إيروس بايسانو (بالإيطالية: Eros Pisano)‏ (31 مارس 1987 ببوستو أرسيتسيو في إيطاليا - ) هو لاعب كرة قدم إيطالي في مركز الظهير. لعب مع نادي باليرمو ونادي بيزا ونادي جنوى ونادي فاريسي وهيلاس فيرونا وItaly national football C team ‏.

## روابط خارجية
- إيروس بايسانو على موقع قاعدة بيانات كرة القدم.إي يو (الإنجليزية)
- إيروس بايسانو على موقع Soccerway.com (الإنجليزية)
- إيروس بايسانو على موقع عالم كرة القدم.نت (الإنجليزية)
- إيروس بايسانو على موقع AS.com (الإسبانية)